# 에볼로와
에볼로와(Ebolowa)는 카메룬 남부 주의 주도로, 인구는 79,500명(2001년 기준)이다. 식민지 시대에 건설된 도시이며 카메룬의 대표적인 농업의 중심지 가운데 하나이기도 하다. 주요 작물은 코코아콩이다.